# Bioverativ
Bioverativ était une multinationale américaine de biotechnologie spécialisée dans la découverte, le développement et la fourniture de thérapies pour le traitement de l'hémophilie. Bioverativ est en concurrence avec Baxalta (acquis par Shire Plc en 2016 ), Pfizer et Novo Nordisk. La société était cotée au NASDAQ sous le symbole BIVV jusqu'à ce que Sanofi finalise son acquisition le 8 mars 2018.

## Histoire
En mai 2016, Biogen annonce qu'elle  scinde son activité de médicaments contre l'hémophilie (Eloctate et Alprolix) en une société cotée distincte . En août, Biogen annonce nommer la nouvelle entité séparée Bioverativ, affirmant son lien avec Biogen. Le 22 décembre, la Securities and Exchange Commission approuve la déclaration d'enregistrement de Bioverativ, la date officielle de séparation des deux sociétés étant fixée à février 2017 . En février, les investisseurs de Biogen reçoivent un dividende spécial d'une action Bioverativ pour deux actions Biogen détenues au 17 janvier . Bioverativ démarre ses activités le 12 janvier 2017 .
En mai 2017, la société annonce acquérir la société True North Therapeutics pour 825 millions de dollars, renforçant ainsi le pipeline de Bioverativ avec l'acquisition de TNT009, un traitement contre la maladie des agglutinines froides .
En janvier 2018, Sanofi annonce son intention d’acquérir l'entreprise américaine pour 11,6 milliards de dollars.

## Produits
La société possède actuellement deux produits : Alprolix et Eloctate, qui ont généré un chiffre d'affaires combiné de 604 millions de dollars en 2015 et de 640 millions de dollars au cours des neuf premiers mois de 2016 (contribuant à environ 6 % du chiffre d'affaires total de Biogen) . Ces produits sont commercialisés aux États-Unis, dans l’Union européenne, au Japon, au Canada et en Australie.